# Западний (Усть-Калманський район)
За́падний (рос. Западный) — селище у складі Усть-Калманського району Алтайського краю, Росія. Входить до складу Пономарьовської сільської ради.

## Населення
Населення — 61 особа (2010; 98 у 2002).
Національний склад (станом на 2002 рік):
- росіяни — 99 %